# Sillon sous-pariétal
Le sillon sous-pariétal est un sillon de la face interne des hémisphères.

## Description
C'est le pendant postérieur de la scissure calloso-marginale. Il parcourt la face interne parallèlement au bord du corps calleux, du bas du sillon marginal jusqu'à la scissure pariéto-occipitale.
Bien que discontinu, il sert à définir la frontière du lobe pariétal et du lobe limbique.
|                                           |                                             |
| Parcellisation lobaire de la face interne | Face interne, dessin d'une pièce anatomique |